# Fouquenies

Fouquenies este o comună în departamentul Oise, Franța. În 1 ianuarie 2022 avea o populație de 405 de locuitori.